# Skarbomierz

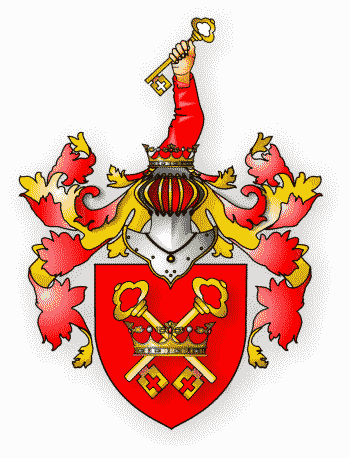
Herb szlachecki Skarbomierz

Skarbomierz – polski herb szlachecki.

## Opis herbu
W polu czerwonym tarczy korona złota na tle dwóch skrzyżowanych na skos złotych kluczy piórami na dół ku sobie. W klejnocie ręka zgięta w łokciu, w rękawie czerwonym obrócona ku prawej heraldycznie stronie, trzymająca klucz złoty, piórem do dołu ku sobie w skos. 

## Najwcześniejsze wzmianki
Nadany wraz z nobilitacją Janowi Studzińskiemu w 1790.

## Herbowni
Studziński, Dudziński.